# Hilton Washington

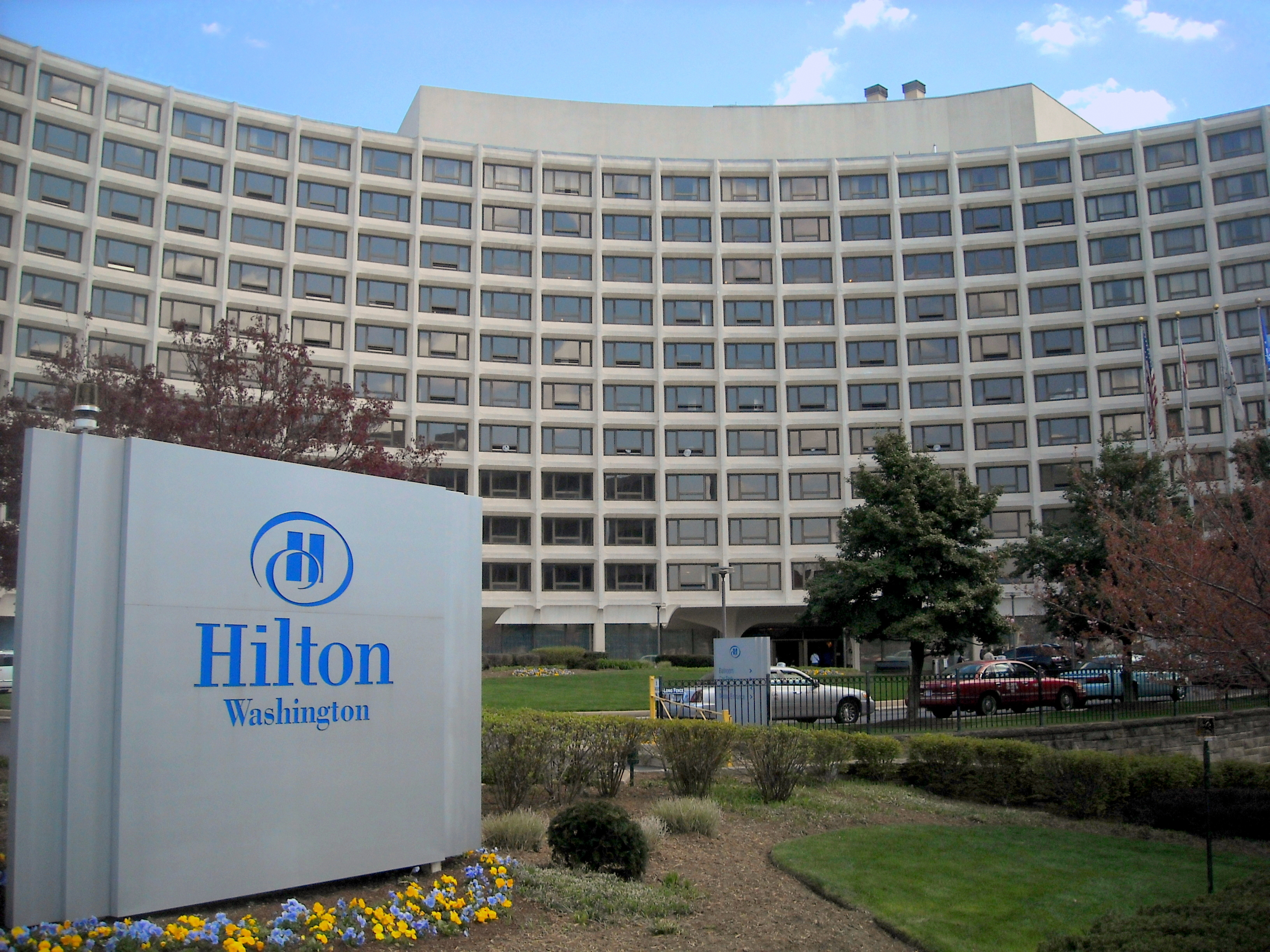
Hilton Washington

O Hilton Washington (também chamado Washington Hilton e localmente Hilton Hinckley) é um hotel localizado em Washington, D.C.. Ele fica na 1919 Connecticut Avenue, NW, aproximadamente nos limites dos bairros  Kalorama, Dupont Circle e Adams Morgan. Construído em 1965 em um design duplo-arco, o hotel por muito tempo ostentou o maior salão de dança sem pilares da cidade. Uma série de grandes eventos foram realizados no Washington Hilton, incluindo o jantar anual da Casa Branca e da White House Correspondents Association e Radio and Television Correspondents Association.
O hotel foi o local da tentativa de assassinato contra o presidente Ronald Reagan por John Hinckley, Jr., em 30 de março de 1981. O tiroteio ocorreu na saída para a T Street NW. 
Em junho de 2007 o hotel foi comprado por uma empresa de propriedade conjunta do ex-jogador de basquete Magic Johnson.